# Grampian
Grampian és una població dels Estats Units a l'estat de Pennsilvània. Segons el cens del 2000 tenia 441 habitants.

## Demografia
Segons el cens del 2000, Grampian tenia 441 habitants, 166 habitatges, i 119 famílies. La densitat de població era de 567,6 habitants per quilòmetre quadrat.
Dels 166 habitatges en un 42,2% hi vivien nens de menys de 18 anys, en un 56,6% hi vivien parelles casades, en un 10,8% dones solteres, i en un 28,3% no eren unitats familiars. En el 24,7% dels habitatges hi vivien persones soles el 10,8% de les quals corresponia a persones de 65 anys o més que vivien soles. El nombre mitjà de persones vivint en cada habitatge era de 2,66 i el nombre mitjà de persones que vivien en cada família era de 3,14.
Per edats la població es repartia de la següent manera: un 31,3% tenia menys de 18 anys, un 7,5% entre 18 i 24, un 29,5% entre 25 i 44, un 17,5% de 45 a 60 i un 14,3% 65 anys o més.
L'edat mediana era de 31 anys. Per cada 100 dones de 18 o més anys hi havia 88,2 homes.
La renda mediana per habitatge era de 29.271 $ i la renda mediana per família de 34.219 $. Els homes tenien una renda mediana de 26.528 $ mentre que les dones 20.179 $. La renda per capita de la població era de 12.127 $. Entorn del 6,2% de les famílies i el 8,4% de la població estaven per davall del llindar de pobresa.

## Poblacions més properes
El següent diagrama mostra les poblacions més properes.